# Komorniki (gemeente)
De gemeente Komorniki is een landgemeente in het Poolse woiwodschap Groot-Polen, in powiat Poznański.
De zetel van de gemeente is in Komorniki.
Op 30 juni 2004 telde de gemeente 13 330 inwoners.

## Oppervlakte gegevens
In 2002 bedroeg de totale oppervlakte van gemeente Komorniki 66,55 km², waarvan:
- agrarisch gebied: 73%
- bossen: 16%

De gemeente beslaat 3,5% van de totale oppervlakte van de powiat.

## Demografie
Stand op 30 juni 2004:
| Omschrijving                   | Totaal | Totaal | Vrouwen | Vrouwen | Mannen | Mannen |
| ------------------------------ | ------ | ------ | ------- | ------- | ------ | ------ |
| eenheid                        | aantal | %      | aantal  | %       | aantal | %      |
| inwoners                       | 13 330 | 100    | 6790    | 50,9    | 6540   | 49,1   |
| bevolkingsdichtheid (inw./km²) | 200,3  | 200,3  | 102     | 102     | 98,3   | 98,3   |

In 2002 bedroeg het gemiddelde inkomen per inwoner 1556,64 zł.

## Administratieve plaatsen (sołectwo)
Chomęcice, Głuchowo, Komorniki, Łęczyca, Plewiska, Rosnówko, Szreniawa, Wiry.
Zonder de status sołectwo : Jarosławiec, Rosnowo, Walerianowo.

## Aangrenzende gemeenten
Dopiewo, Luboń, Mosina, Poznań, Puszczykowo, Stęszew